# Esat Oktrova
Esat Oktrova (ur. 28 kwietnia 1930 w Pogradcu, zm. 21 marca 2001 w Tiranie) – albański aktor i reżyser.

## Życiorys
Po ukończeniu szkoły w Korczy, kontynuował naukę w liceum artystycznym Jordan Misja w Tiranie. W tym czasie rozpoczął występy na scenie wojskowego zespołu estradowego, działającego w Tiranie. Po zakończeniu służby wojskowej w 1952 wyjechał do Moskwy, gdzie ukończył w GITIS studia z zakresu reżyserii teatralnej. Po powrocie do kraju w 1959 rozpoczął pracę jako reżyser w Teatrze Migjeni, działającym w Szkodrze. Od 1966 do września 1967 był dyrektorem tej sceny. Zrealizował wtedy kilka dzieł z klasyki dramatu rosyjskiego i albańskiego. Sam też stworzył kilka dramatów (Keneta, Zekthi, Para agimit), które wystawił na scenie szkoderskiej. W tytułowej roli dramatu Zekthi występował na przemian z Serafinem Fanko. W latach 1968–1983 reżyserował festiwale folkloru albańskiego w Gjirokastrze.
W 1967 rozpoczął pracę jako wykładowca reżyserii w Instytucie Sztuk Pięknych w Tiranie. W latach 1968 został przeniesiony do ministerstwa edukacji i kultury, skąd w 1973 ponownie wrócił do Instytutu i objął stanowisko dziekana Wydziału Dramatu. Pozostawił po sobie kilkanaście dzieł z zakresu krytyki teatralnej i historii teatru albańskiego. Przez władze Albanii został uhonorowany tytułem Zasłużonego Artysty (Artist i Merituar), a przez władze Szkodry i Pogradca tytułem Honorowego Obywatela.

## Wybrane dzieła
- 1985: Nga jeta në teatër dhe nga teatri në jëtë (Życie w teatrze i teatr w życiu)
- 1985: Mjeshtëri aktori (Kunszt aktora)
- 2002: Probleme të mjeshtërisë së regjisorit (Problemy warsztatu reżysera)

## Role filmowe
- 1977: Zemra që nuk plaken jako Azem